# Paulo Renato Rocha Santos
Paulo Renato Costa Rodrigues Rocha Santos (* 1933 in São Luís) ist ein ehemaliger brasilianischer Diplomat.

## Leben
Paulo Renato Costa Rodrigues Rocha Santos schloss 1956 ein Studium der Rechtswissenschaft an der Universidade Federal do Rio de Janeiro ab und absolvierte 1963 Aufbaustudiengänge am Rio Branco-Institut und an der Universität Uppsala. Im Jahr 1964 wurde er als Unterabteilungsleiter in der Abteilung Öffentlichkeitsarbeit übernommen und ein Jahr später an der Informationsstelle beim UN-Hauptquartier beschäftigt. 1966 war er Sprecher bei Treffen des Consejo Interamericano Económico y Social, einem Organ des Rates der Organisation Amerikanischer Staaten in Buenos Aires.
Von 1966 bis 1968 wurde Santos zunächst als Vizekonsul, später als attachierter Konsul und schließlich als Konsul in Amsterdam eingesetzt. Ab 1968 wurde er als Gesandtschaftssekretär zweiter Klasse nach Belgrad versetzt. Vom 17. März bis zum 3. April 1975 diente er als Geschäftsträger zunächst in Kuwait, von wo aus er gleichzeitig in Dschidda akkreditiert war, und im Anschluss daran bis zum 4. November 1975 in Damaskus. Im Jahr 1982 gehörte Santos der Delegation bei einer Kulturtagung in Mexiko-Stadt an und leitete 1984 die brasilianische Delegation bei den internationalen Filmfestspielen von Cannes. Als Gesandtschaftssekretär wurde er mit dem französisch-brasilianischen Kulturprojekt beauftragt. Ab 1985 wurde er im gleichen Rang nach Lissabon, Den Haag, Rabat und Algier entsendet und von 1997 bis 2003 als Gesandtschaftsrat nach Kairo.
Santos verfasste eine unveröffentlichte Reisebeschreibung in Syrien.